# Boesenbergia burttii
Boesenbergia burttii là một loài thực vật có hoa trong họ Gừng. Loài này được K.Larsen & Jenjitt. mô tả khoa học đầu tiên năm 2003 dưới danh pháp Caulokaempferia burttii. Năm 2014, Mood & L.M.Prince chuyển nó sang chi Boesenbergia.